# Gerard van der Linden
Gerard van der Linden (Rotterdam, 29 december 1981) is een Nederlandse roeier. Hij vertegenwoordigde Nederland tweemaal op de Olympische Spelen. 
In 2004 maakte hij zijn olympisch debuut op de Olympische Spelen van Athene. Met de lichte vier-zonder-stuurman bestaande uit Gerard van der Linden, Ivo Snijders, Karel Dormans en Joeri de Groot behaalde hij een vierde plaats achter Denemarken (goud), Australië (zilver) en Italië. Vier jaar later op de Olympische Spelen van 2008 in Peking werd hij op hetzelfde onderdeel zesde.
Van der Linden woont in Amsterdam en is lid van ASR Nereus. Hij studeert (fiscaal)recht aan de Universiteit van Amsterdam.

## Palmares

### Lichte skiff
- 2005: 5e World Cup I in Eton - 8.38,79
- 2005:  World Cup II in München - 7.55,13
- 2005: 6e World Cup III in Luzern - 7.17,15
- 2005: 5e WK in Gifu - 7.35,80
- 2006: 4e World Cup I in München - 7.13,15
- 2006: 5e World Cup III in Luzern - 7.25,04
- 2006: 6e WK in Eton - 7.06,05

### Lichte dubbeltwee
- 2002: 9e World Cup I in Hazewinkel - 6.43,24
- 2002: 7e World Cup II in Luzern 4 6.33,00
- 2002:  Nations Cup
- 2002: 10e WK in Sevilla - 6.31,15
- 2003: 8e World Cup I in Milaan - 6.26,33

### Lichte dubbelvier
- 1999:  WK junioren in Plovdiv - 5.44,89
- 2000: 9e WK in Zagreb - 6.12,41

### Lichte vier zonder stuurman
- 2001:  World Cup II in Sevilla - 6.13,22
- 2001: 5e World Cup IV in München - 6.20,52
- 2001: 6e WK in Luzern - 5.59,85
- 2003:  World Cup II in München - 6.08,31
- 2003: 4e World Cup III in Luzern - 5.54,37
- 2003:  WK in Milaan - 6.12,24
- 2004: 4e Olympische Spelen in Athene - 5.58,94
- 2004: 7e World Cup I in Poznan - 6.04,32
- 2004: 4e World Cup II in München - 6.23,97
- 2004: 5e World Cup III in Luzern - 6.06,10
- 2007: 4e World Cup I in Linz - 6.06,02
- 2007: 7e World Cup II in Amsterdam - 6.07,05
- 2007:  World Cup III in Luzern - 5.59,04
- 2007: 10e WK in München - 6.07,09
- 2008:  Wereldbeker I in München - 6.29,65
- 2008:  Wereldbeker II in Luzern - 6.07,91
- 2008: 5e Wereldbeker III in Poznan - 6.14,50
- 2008: 6e Olympische Spelen Beijing - 5.54,06

Karel Dormans · 
Joeri de Groot · 
Gerard van der Linden · 
Ivo Snijders
Gerard van der Linden · 
Marshall Godschalk · 
Ivo Snijders · 
Paul Drewes